# Ernst Lindner
Ernst Lindner (Goldbeck, 11 marzo 1935 – Goldbeck, 11 ottobre 2012) è stato un calciatore tedesco orientale,  di ruolo attaccante.